# جيمي سكوت (لاعب كرة قدم)
جيمي سكوت (بالإنجليزية: Jimmy Scott)‏ (26 ديسمبر 1927 بغلاسكو في المملكة المتحدة - ) هو مدرب كرة قدم ولاعب كرة قدم بريطاني في مركز مهاجم داخلي. لعب مع نادي دمبرتون ونادي ألوا أثليتيك ونادي ووركينغتون.